# Johann Michael Feder
Johann Michael Feder (ur. 25 maja 1753 w Öllingen, zm.  6 lipca 1824 w Würzburgu) – niemiecki teolog, tłumacz. Studiował w Würzburgu (1772-1777). W ostatnim roku przyjął święcenia kapłańskie i uzyskał licencjat z teologii. Po święceniach kapłańskich kapłan w szpitalu. Od 1785 profesor teologii i języków orientalnych na Uniwersytecie w Würzburgu. Od 1791 dyrektor uniwersyteckiej biblioteki. Przejrzał i wydał niemiecki przekład Biblii. Przetłumaczył pisma św. Cyryla Jerozolimskiego i św. Chryzostoma. Wydawał kilka czasopism teologicznych.